# Ruin (álbum)
Ruin es el segundo álbum de la banda metalcore Architects y el primero en el que participan Sam Carter, el vocalista actual, y Alex "Ali Dino" Dean, el actual bajista.
Estilísticamente, el álbum representa un cambio menor. El sonido mathcore en Nightmares es reemplazado por un metalcore más fluido, con estructuras más simples pero manteniendo los aspectos del primer álbum, como los cambios de ritmo, los riffs técnicamente eficaces y la voz gritada. En este álbum, se escuchan más melodías y voces limpias con mayor frecuencia que en el anterior álbum.

## Lista de canciones
| N.º | Título                  | Duración |  |
| 1.  | «Buried at Sea»         | 3:42     |  |
| 2.  | «Hunt Them Down»        | 3:19     |  |
| 3.  | «You'll Find Safety»    | 3:33     |  |
| 4.  | «Always»                | 4:11     |  |
| 5.  | «Sail This Ship Alone»  | 1:55     |  |
| 6.  | «Heartless»             | 4:28     |  |
| 7.  | «North Lane»            | 3:15     |  |
| 8.  | «I Can't See the Light» | 4:24     |  |
| 9.  | «Low»                   | 2:24     |  |
| 10. | «Running from the Sun»  | 3:43     |  |
| 11. | «Save Me»               | 4:38     |  |

| Pista adicional del relanzamiento en 2008 |                                                      |          |  |
| N.º                                       | Título                                               | Duración |  |
| 12.                                       | «Broken Clocks» (con Nick Worthington de Dead Swans) | 3:42     |  |

## Personal
Los nombres que aparecen en la lista son los acreditados en el propio disco.
|  | Architects - Sam Carter — Voz - Tom Searle (†) — Guitarra - Tim Hillier-Brook Guitarra - Alex "Ali Dino" Dean Bajo - Dan Searle — Batería Músicos adicionales - Nicholas Worthington — Voces adicionales (pista 12) | Personal adicional - Architects – producción - John Mitchell – producción, ingeniería, mezclado - Ben Humphreys – producción, ingeniería - Tim Turan – masterizado - Greg Below – A&R - Seldon Hunt – portada |